# La Jagua del Pilar (ort)
La Jagua del Pilar är en ort i Colombia.   Den ligger i departementet La Guajira, i den norra delen av landet, 700 km norr om huvudstaden Bogotá. La Jagua del Pilar ligger 175 meter över havet och antalet invånare är 894.
Terrängen runt La Jagua del Pilar är platt åt nordväst, men åt sydost är den kuperad. Runt La Jagua del Pilar är det ganska glesbefolkat, med 36 invånare per kvadratkilometer. Närmaste större samhälle är Valledupar, 19,5 km väster om La Jagua del Pilar. I omgivningarna runt La Jagua del Pilar växer huvudsakligen savannskog.